# Senjing
Senjing, född 402, död 486, var en kinesisk buddhistnunna.
Hon placerades redan som spädbarn av sina föräldrar i ett kloster i huvudstaden Jiankang. Redan under sin uppväxt blev hon känd för sin lärdom som student och lärare i buddhismens lära. Det var en tid av buddhistisk missionsverksamhet i Kina, och hon gjorde sig känd för sin framgångsrika mission i Södra Kina, med bas kring Guangzhou. 
År 433 välkomnade hon nunnan Tessara, med flera nunnor och munkar från Sri Lanka, och tillhörde de första kinesiska kvinnor som detta år invigdes till nunnor enligt fullständiga löften (tidigare hade nunnorna i Kina endast varit de facto men inte fullt invigda till nunnor). Hon grundade sedan ett kloster. 
Hennes lärdom blev berömd och hon kallades 464 till huvudstaden av kejsar Liu Yu för att grunda och förestå ett kloster. Hon betraktades i Kina som ett föredöme för alla buddhister, och dyrkades efter sin död av medlemmar av kejsarhuset. 
Efter hennes död skrevs en eulogi över henne av diktaren Shen Yue. Hon blev biograferad i ett uppslagsverk om framstående nunnor, Biquini zhuan. 